# St.-James-Konferenz

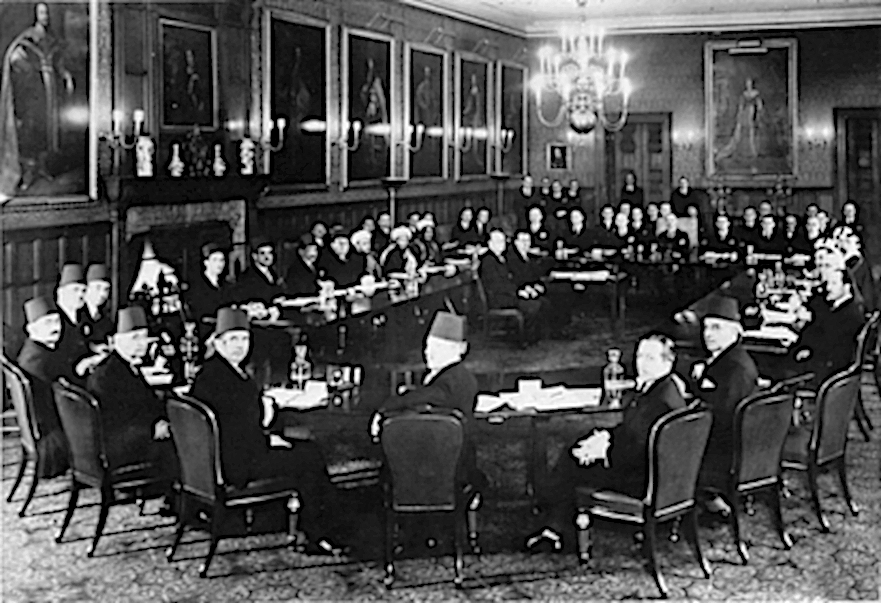
James’s Palace Conference, 1939

Die Londoner St.-James-Konferenz, auch round-table conference, vom 7. Februar bis 17. März 1939, benannt nach dem St James’s Palace in London, sollte unter der Moderation Großbritanniens die Situation in Palästina einer Lösung näher bringen. 

## Ausgangslage und Ergebnis
Die Konferenz wurde vom britischen Kolonialminister Malcolm MacDonald unter dem Eindruck der sich verschärfenden zweiten Phase des Arabischen Aufstands einberufen und von Premierminister Neville Chamberlain formell eröffnet. Der Historiker Dan Diner schreibt, der ursprünglich prozionistische MacDonald sei zu dem Zeitpunkt bereits auf die proarabische Position des War Office eingeschwenkt. Die Gespräche standen vor der Herausforderung, dass die arabische Delegation die Delegationsleitung der Gegenseite nicht im gleichen Raum sprechen wollte. Die Briten versuchten aus der getrennten Verhandlung und ihrer Funktion im Rahmen einer Pendeldiplomatie Vorteile zu ziehen, indem sie beiden Seiten unterschiedliche Angebote unterbreiteten.
Am Rande der Verhandlungen gab es ein direktes inoffizielles Gespräch, angeregt von MacDonald. Dabei sprachen die Vertreter beider Seiten miteinander Türkisch, eine Sprache die viele Zionisten in der Zeit des Osmanischen Reiches gelernt hatten und die auch manche Araber beherrschten. Bei diesem Gespräch nahmen keine Palästinenser teil, sondern nur nichtpalästinensische Araber. Der ägyptische Verhandlungsleiter erwiderte zionistische Ansprüche auf Palästina im Scherz mit einem arabischen Rückkehrrecht nach al-Andalus. Das Gespräch verlief laut Mosche Schertok herzlich.

### Teilnehmer
Die jüdische Seite, insbesondere als Sprecher der Jewish Agency, und unter der Delegationsleitung von Chaim Weizmann, war mit David Ben-Gurion und Mosche Schertok (später Mosche Scharet) angereist. Mit Rufus Isaacs, 1. Marquess of Reading, einem geadelten britischen Juden, und dem US-amerikanischen Rabbiner Stephen Wise, waren zwei Vertreter der Diaspora dabei.
Arabische Politiker waren unter dem Vorsitz von Dschamal al-Husseini zu den Gesprächen angereist. Einige der palästinensischen Araber waren zuvor aus ihrer Verbannung auf den Seychellen entlassen worden. Ein prominenter Verbannter, dem zu diesem Anlass die Rückreise von der Inselgruppe erlaubt wurde, war Husain al-Khalidi. Dem nationalistischen Anführer Amin al-Husseini war die Teilnahme verboten worden, auch wenn er nominell zum Delegationsleiter erklärt worden war. Husseini konnte per Telekommunikation laufend alle Einzelheiten der Gespräche erfahren und Entscheidungen über die arabische Position wesentlich bestimmen, musste jedoch auf britischen Druck in Beirut bleiben. Der mit den Husseini verbundene Alfred Rock, ein christlicher Grundbesitzer und Jaffas früherer Bürgermeister, kam mit der Delegation ebenfalls nach London. Vertreter der weitgehend entmachteten Familie Naschaschibi, welche häufig verhandlungsbereitere und tendenziell probritische Positionen einnahmen, waren zugegen. George Antonius sah sich als Vermittler. Dass Husseini in Beirut die Naschaschibi so gut es ging heraushalten wollte, machte keinen guten Eindruck auf die Briten, die das Land lieber einer geeinten Nationalbewegung übergeben hätten.
Zusätzlich zu den Abgesandten des Jischuv und der palästinensischen Araber waren in St.-James erstmals auch arabische Staaten beteiligt, namentlich der Saudi Faisal ibn Abd al-Aziz, die Ägypter Erbprinz Abdel Mounim und Ali Maher Pascha, der irakische Premierminister Nuri as-Said, Emir Hussein von Jemen und der transjordanische Premierminister Tawfiq Abou al-Houda. Die Briten hofften, dass sie mäßigend auf die Forderungen der palästinensischen Teilnehmer einwirken würden und dazu beitragen würden, die Palästina-Frage als Teil einer gesamtarabischen Politik mit entsprechendem Entgegenkommen zu sehen. Indischen Muslimen, die dies ebenfalls gewünscht hatten, wurde eine Teilnahme an der Konferenz verweigert.

### Verhandlungsthemen und Ausgang
Weizmann hielt eine Eröffnungsrede von mehr als zwei Stunden und äußerte dabei Bedauern über die Beerdigung des Peel-Plans. Dschamal al-Husseini erinnerte am nächsten Tag in seiner Eröffnungsrede an die Zusagen der Hussein-McMahon-Korrespondenz aus der Zeit des Ersten Weltkriegs. Auf Vorschlag von Antonius bildeten die Briten einen britisch-arabischen Unterausschuss zur Überprüfung dieser Korrespondenz, der zum Schluss kam, dass den daraus abgeleiteten arabischen Forderungen „größere Bedeutung, als bisher deutlich wurde“ zukam.
Das Treffen endete am 17. März 1939 ergebnislos. Von jüdischer Seite wurden angesichts der besorgniserregenden Entwicklung in Deutschland höhere Einwanderungsquoten, zusätzliche jüdische Siedlungen und die Gründung legaler Verteidigungskräfte gefordert. Die jüdische Seite anerbot sich, britische Interessen in der Region verteidigen zu können. Die Araber wiesen die Balfour-Deklaration zurück und verlangten, die jüdische Einwanderung und den Landkauf zu verbieten. Die britische Regierung sah sich am Vorabend des Zweiten Weltkrieges veranlasst, den Arabern gegenüber eine Versöhnungspolitik zu betreiben und argumentierte mit der großen Bedeutung des regionalen Erdöls, ihre Truppen sollten nicht durch neue Aufstände erhöht werden müssen. Während die Gespräche andauerten, machte Deutschland mit der Zerschlagung der Tschechoslowakei weiter. Der arabischen Seite war dies bewusst. As-Said meinte: „[Die Konferenz tagt,] während über das Judentum der Welt ein beispielloses Leid hereingebrochen ist. Es ist besonders unglücklich, dass ausgerechnet zu so einer Zeit die Araber sich gezwungen sehen, gegen die freie Einwanderung von Juden nach Palästina zu protestieren.“
Britische Vorschläge an beide Seiten sahen Vetorechte in Grundsatzfragen und zur Einwanderung vor. MacDonald machte einen Vorschlag über die Verminderung der Einwanderung um 60–65 % für die kommenden zehn Jahre. Die anschließende Einwanderung sollte danach einem arabischen Veto unterliegen. Diese Periode wurde von den Briten nachträglich auf fünf Jahre verkürzt und es wurde ein einseitiges Unabhängigkeitsangebot an die arabische Seite gemacht. Diese Meldung wurde der ägyptischen Presse bekannt, die sie veröffentlichte. Auch die Vertreter der arabischen Staaten hatten davon Kenntnis erhalten. In Nablus und Nazareth wurde gefeiert. Die jüdische Seite erfuhr davon erst durch einen Fehler der Briten in der Übermittlung der Regierungsvorschläge. Jüdische Extremisten von Irgun reagierten auf die auch für sie schockierenden Aussichten einer baldigen arabischen Unabhängigkeit mit mehreren Bombenanschlägen, bei denen zahlreiche Araber starben. Chaim Weizmann, dem in einer Abstimmung der Zionisten der Ausstieg aus den Verhandlungen nahegelegt wurde, gelang es mit der britischen Seite weitere „informal discussions“ anzubahnen. 
Der jüdischen Seite legte MacDonald dar, dass dies einer jährlichen Einwanderung von 15.000 Personen entspräche. Faktisch erreichte diese allein im Jahr 1935 rund 62.000 Personen. Die arabische Seite wollte MacDonald mit dem Argument umstimmen, dass jüdisches Kapital für den Aufbau Palästinas notwendig sei, was diese als ein altbackenes Argument ablehnten. Vergeblich versuchte MacDonald die jüdische Seite davon zu überzeugen, dass die ihnen versehentlich zuhandengekommenen Vorschläge keineswegs Großbritanniens abschließenden Willen darstellten und versuchte sie für eine weitere Konferenz in fünf Jahren zu gewinnen. Die arabische Seite hatte sich inzwischen bereits vollständig auf die in Aussicht gestellte Unabhängigkeit festgelegt und war noch weniger bereit, eine weitere Konferenz in fünf Jahren abzuhalten. Die Gespräche darüber waren ab dem Wochenende des 24.–26. Februar 1939 vollständig blockiert. Husseini präsentierte indes seine Maximalforderung einer Unabhängigkeit innerhalb von drei Jahren am Vorbild des Irak, gegen arabische Vermittlungsversuche zeigte er sich gleichgültig.
Michael Cohen, Historiker und emeritierter Professor der dem traditionalistischen Teil der israelischen Gesellschaft nahe stehenden Bar-Ilan-Universität, bezeichnet die Schlusssitzung der Konferenz am 7. März 1939 als einen „Dialogue of the deaf“ (dt. Dialog der Tauben). Weizmann und Ben-Gurion gaben an, im Namen des jüdischen Volkes keine Kompromisse machen zu können. Da sie sich nicht selbst dem Unwillen der Briten aussetzen wollten, schickten sie Mosche Schertok mit der Absage zu MacDonald. Ali Maher Pascha lobte zwar die Leistungen der Zionisten in Palästina, meinte aber, es gäbe keine Möglichkeit, die Zahl des bisher 400.000 Juden im Land noch zu erhöhen. Er und Musa Alami kritisierten, dass für die jüdische Seite ein Hebel entstünde, der er ihr erlaube, die Unabhängigkeit nach Kräften zu verzögern. Jede weitere Unterredung am nächsten Tag lehnten beide Seiten ab. Am 15. und 17. März lehnten sie auch das abschließende Angebot der britischen Regierung ab. Die Briten führten danach Verhandlungen mit arabischen Staaten in London, und in Kairo durch Botschafter Miles Lampson, dort auch mit Amin al-Husseini. Es folgte das Weißbuch von 1939, das in wesentlichen Teilen in Kairo entstand.